# ستيفن ميريون
ستيفن ميريون (بالإنجليزية: Stephen Mirrione)‏ (و. 1969  م) هو مونتير أمريكي، ولد في مقاطعة سانتا كلارا.

## التعليم
تعلم في جامعة كاليفورنيا، سانتا كروز، وكلية جامعة جنوب كاليفورنيا للفنون السينمائية ‏.

## جوائز وترشيحات
حصل على جوائز منها:
- جائزة الأوسكار لأفضل مونتاج، عن عمل: إتجار.

ترشح لـ:
- جائزة البافتا لأفضل تحرير  [لغات أخرى]‏، عن عمل: ليلة سعيدة وحظ سعيد (2005)
- جائزة الأوسكار لأفضل مونتاج، عن عمل: العائد
- جائزة الأوسكار لأفضل مونتاج، عن عمل: بابل
- جائزة الأوسكار لأفضل مونتاج، عن عمل: إتجار.

## وصلات خارجية
- ستيفن ميريون على موقع IMDb (الإنجليزية)
- ستيفن ميريون على موقع قاعدة بيانات الأفلام العربية
- ستيفن ميريون على موقع ألو سيني (الفرنسية)
- ستيفن ميريون على موقع أول موفي (الإنجليزية)
- ستيفن ميريون على موقع قاعدة بيانات الأفلام السويدية (السويدية)
- ستيفن ميريون على موقع قاعدة بيانات الفيلم (الإنجليزية)
- ستيفن ميريون على موقع كينوبويسك (الروسية)